# Prochelator angolensis
Prochelator angolensis är en kräftdjursart som beskrevs av Brenke, Brix och Knusche 2005. Prochelator angolensis ingår i släktet Prochelator och familjen Desmosomatidae. Inga underarter finns listade i Catalogue of Life.